# جون كراون
جون كراون (بالإنجليزية: John Crown)‏ هو سياسي أيرلندي، ولد في 1 مارس 1957 في نيويورك في الولايات المتحدة. انتخب عضو مجلس الشيوخ من أيرلندا عن دائرة National University of Ireland (constituency) ‏ وقد انضم خلال فترته النيابية ‏ (25 مايو 2011 – 9 فبراير 2016) للكتلة البرلمانية مستقل.

## وصلات خارجية
- الموقع الرسمي